# Monica Bartheidel
Monica Bartheidel (* 15. Februar 1943; † 28. Dezember 2012) war eine deutsche Behindertensportlerin.

## Werdegang
Monica Bartheidel hatte den Wunsch, sich als Rollstuhlfahrerin leistungssportlich zu betätigen. Als Sportart wählte sie Tischtennis, den sie sowohl im Einzel als auch in der Mannschaft in der Leistungsgruppe TT 3 ausübte. Da sie hervorragende Leistungen erzielte, wurde sie bald in die deutsche Nationalmannschaft für Behindertensport berufen und in internationalen Wettbewerben eingesetzt. Bei den Sommer-Paralympics 1992 gewann sie hinter der Niederländerin Jolanda Paardekam und vor ihrer Mannschaftskameradin Ruth Lamsbach die Silbermedaille. Im Teamwettbewerb gewann sie mit Lamsbach Gold. Bei den Sommer-Paralympics 1996 errang sie erneut im Einzel die Silbermedaille. In der Mannschaftswertung im Tischtennis wurde sie mit Monika Sikora, Gisela Pohle und Christiane Pape Erstplatzierte und Gewinnerin einer Goldmedaille. Für diese Erfolge wurde sie – zusammen mit der Mannschaft – mit dem Silbernen Lorbeerblatt ausgezeichnet.
Bei den Europameisterschaften 1995, 1997 und 1999 wurde sie jeweils mit Beate Schippmann Europameisterin im Mannschaftswettbewerb.
Auch bei den Sommer-Paralympics 2000 war sie wieder dabei. Sie gewann bei diesen Wettbewerben sowohl im Einzel als auch in der Mannschaft je eine Medaille in ihrer Leistungsgruppe TT 3: Im Einzel war es eine Bronzemedaille und in der Mannschaft mit Beate Schippmann Silber.
Mit 60 Jahren wurde sie bei den Europameisterschaften in Zagreb Europameisterin im Einzelwettbewerb.
Bis zuletzt gehörte Monica Bartheidel dem Verein TuS Bergen an und trainierte hier den Nachwuchs.